# Tirreno-Adriático 2008
La 43.ª edición de la Tirreno-Adriático se disputó entre el 12 y el 18 de marzo de 2008. La carrera empezó en Civitavecchia y finalizó en San Benedetto del Tronto, después de recorrer 1119 km en 7 etapas.
Por primera, y única vez en su historia, fue incluida en el UCI Europe Tour en la máxima categoría: .HC. Debido al conflicto entre los organizadores de las Grandes Vueltas y la UCI. Véase: Estalla la guerra: carreras desmarcadas de la UCI. A pesar de ello la prensa especializada siguió considerándola de máxima categoría dentro del grupo llamado "ex-ProTour".
El ganador final fue Fabian Cancellara (quien además se hizo con una etapa). Le acompañaron en el podio Enrico Gasparotto y Thomas Lövkvist, respectivamente.
En las clasificaciones secundarias se impusieron Óscar Freire (puntos, al ganar tres etapas), Lloyd Mondory (montaña) e High Road (equipos).

## Equipos participantes
Tomaron parte en la carrera 21 equipos: 15 de categoría UCI ProTour; y 6 de categoría Profesional Continental. Formando así un pelotón de 168 ciclistas de los que acabaron 148. Los equipos participantes fueron:
| ProTeams (15)- Caisse d'Épargne - Cofidis-Le Crédit par Téléphone - CSC - Euskaltel-Euskadi - Gerolsteiner - La Française des jeux - Lampre - Liquigas - Rabobank - Saunier Duval-Scott - AG2R-La Mondiale - Team Milram - High Road - Silence-Lotto - Quick Step Equipos continentales profesionales (6)- Slipstream-Chipotle - Barloworld - CSF Group-Navigare - Tinkoff Credit Systems - Serramenti PVC Diquigiovanni-Androni Giocattoli - LPR Brakes-Farnese Vini |
| |

## Etapas
| Etapa     | Fecha     | Recorrido                                           | type                    | Distancia (km) | Ganador           | Líder             |
| --------- | --------- | --------------------------------------------------- | ----------------------- | -------------- | ----------------- | ----------------- |
| 1.ª etapa | 12 de mar | Civitavecchia – Civitavecchia                       | etapa llana             | 160            | Óscar Freire      | Óscar Freire      |
| 2.ª etapa | 13 de mar | Civitavecchia – Gubbio                              | etapa escarpada         | 203            | Raffaele Illiano  | Enrico Gasparotto |
| 3.ª etapa | 14 de mar | Gubbio – Montelupone                                | etapa escarpada         | 195            | Joaquim Rodríguez | Niklas Axelsson   |
| 4.ª etapa | 15 de mar | Porto Recanati – Civitanova Marche                  | etapa llana             | 166            | Óscar Freire      | Niklas Axelsson   |
| 5.ª etapa | 16 de mar | Macerata – Recanati                                 | contrarreloj individual | 26             | Fabian Cancellara | Fabian Cancellara |
| 6.ª etapa | 17 de mar | Civitanova Marche – Castelfidardo                   | etapa llana             | 196            | Óscar Freire      | Fabian Cancellara |
| 7.ª etapa | 18 de mar | San Benedetto del Tronto – San Benedetto del Tronto | etapa llana             | 176            | Francesco Chicchi | Fabian Cancellara |

## Desarrollo de la carrera

### Etapa 1
| Civitavecchia - Civitavecchia | etapa llana | (160 km) |

| \| Clasificación de la etapa \| Clasificación de la etapa \| Clasificación de la etapa \| Clasificación de la etapa \| Clasificación de la etapa \| \| Ciclista \| Ciclista \| Equipo \| Tiempo \| \| \| ------------------------- \| ------------------------- \| ------------------------- \| ------------------------- \| ------------------------- \| \| 1.º \| Óscar Freire \| Rabobank \| 4 h 10 min 01 s \| \| \| 2.º \| Alessandro Petacchi \| Team Milram \| + 0 s \| \| \| 3.º \| José Joaquín Rojas \| Caisse d'Épargne \| + 0 s \| \| \| 4.º \| Erik Zabel \| Team Milram \| + 0 s \| \| \| 5.º \| Baden Cooke \| Barloworld \| + 0 s \| \| \| 6.º \| Sébastien Chavanel \| La Française des jeux \| + 0 s \| \| \| 7.º \| Gerald Ciolek \| High Road \| + 0 s \| \| \| 8.º \| Robbie McEwen \| Silence-Lotto \| + 0 s \| \| \| 9.º \| Matti Breschel \| CSC \| + 0 s \| \| \| 10.º \| Tiziano Dall'Antonia \| CSF Group Navigare \| + 0 s \| \| |                      |                       |                 |
| |                      |                       |                 |
| |                      |                       |                 |
| Clasificación de la etapa |                      |                       |                 |
| Ciclista | Ciclista             | Equipo                | Tiempo          |
| 1.º | Óscar Freire         | Rabobank              | 4 h 10 min 01 s |
| 2.º | Alessandro Petacchi  | Team Milram           | + 0 s           |
| 3.º | José Joaquín Rojas   | Caisse d'Épargne      | + 0 s           |
| 4.º | Erik Zabel           | Team Milram           | + 0 s           |
| 5.º | Baden Cooke          | Barloworld            | + 0 s           |
| 6.º | Sébastien Chavanel   | La Française des jeux | + 0 s           |
| 7.º | Gerald Ciolek        | High Road             | + 0 s           |
| 8.º | Robbie McEwen        | Silence-Lotto         | + 0 s           |
| 9.º | Matti Breschel       | CSC                   | + 0 s           |
| 10.º | Tiziano Dall'Antonia | CSF Group Navigare    | + 0 s           |

| \| Clasificación general \| Clasificación general \| Clasificación general \| Clasificación general \| Clasificación general \| \| Ciclista \| Ciclista \| Equipo \| Tiempo \| \| \| --------------------- \| --------------------- \| ---------------------- \| --------------------- \| --------------------- \| \| 1.º \| Óscar Freire \| Rabobank \| 4 h 09 min 51 s \| \| \| 2.º \| Alessandro Petacchi \| Team Milram \| + 4 s \| \| \| 3.º \| José Joaquín Rojas \| Caisse d'Épargne \| + 6 s \| \| \| 4.º \| Mijaíl Ignátiev \| Tinkoff Credit Systems \| + 7 s \| \| \| 5.º \| Markus Fothen \| Gerolsteiner \| + 8 s \| \| \| 6.º \| Юрій Кривцов \| AG2R-La Mondiale \| + 9 s \| \| \| 7.º \| Erik Zabel \| Team Milram \| + 10 s \| \| \| 8.º \| Baden Cooke \| Barloworld \| + 10 s \| \| \| 9.º \| Sébastien Chavanel \| La Française des jeux \| + 10 s \| \| \| 10.º \| Gerald Ciolek \| High Road \| + 10 s \| \| |                     |                        |                 |
| |                     |                        |                 |
| |                     |                        |                 |
| Clasificación general |                     |                        |                 |
| Ciclista | Ciclista            | Equipo                 | Tiempo          |
| 1.º | Óscar Freire        | Rabobank               | 4 h 09 min 51 s |
| 2.º | Alessandro Petacchi | Team Milram            | + 4 s           |
| 3.º | José Joaquín Rojas  | Caisse d'Épargne       | + 6 s           |
| 4.º | Mijaíl Ignátiev     | Tinkoff Credit Systems | + 7 s           |
| 5.º | Markus Fothen       | Gerolsteiner           | + 8 s           |
| 6.º | Юрій Кривцов        | AG2R-La Mondiale       | + 9 s           |
| 7.º | Erik Zabel          | Team Milram            | + 10 s          |
| 8.º | Baden Cooke         | Barloworld             | + 10 s          |
| 9.º | Sébastien Chavanel  | La Française des jeux  | + 10 s          |
| 10.º | Gerald Ciolek       | High Road              | + 10 s          |

### Etapa 2
| Civitavecchia - Gubbio | etapa escarpada | (203 km) |

| \| Clasificación de la etapa \| Clasificación de la etapa \| Clasificación de la etapa \| Clasificación de la etapa \| Clasificación de la etapa \| \| Ciclista \| Ciclista \| Equipo \| Tiempo \| \| \| ------------------------- \| ------------------------- \| ----------------------------------------------- \| ------------------------- \| ------------------------- \| \| 1.º \| Raffaele Illiano \| Serramenti PVC Diquigiovanni-Androni Giocattoli \| 5 h 01 min 10 s \| \| \| 2.º \| Enrico Gasparotto \| Barloworld \| + 0 s \| \| \| 3.º \| Niklas Axelsson \| Serramenti PVC Diquigiovanni-Androni Giocattoli \| + 3 s \| \| \| 4.º \| Linus Gerdemann \| High Road \| + 9 s \| \| \| 5.º \| Riccardo Riccò \| Saunier Duval-Scott \| + 17 s \| \| \| 6.º \| Eros Capecchi \| Saunier Duval-Scott \| + 17 s \| \| \| 7.º \| Filippo Pozzato \| Liquigas \| + 32 s \| \| \| 8.º \| Alessandro Ballan \| Lampre \| + 32 s \| \| \| 9.º \| Emanuele Sella \| CSF Group Navigare \| + 32 s \| \| \| 10.º \| Daniele Pietropolli \| LPR Brakes-Ballan \| + 32 s \| \| |                     |                                                 |                 |
| |                     |                                                 |                 |
| |                     |                                                 |                 |
| Clasificación de la etapa |                     |                                                 |                 |
| Ciclista | Ciclista            | Equipo                                          | Tiempo          |
| 1.º | Raffaele Illiano    | Serramenti PVC Diquigiovanni-Androni Giocattoli | 5 h 01 min 10 s |
| 2.º | Enrico Gasparotto   | Barloworld                                      | + 0 s           |
| 3.º | Niklas Axelsson     | Serramenti PVC Diquigiovanni-Androni Giocattoli | + 3 s           |
| 4.º | Linus Gerdemann     | High Road                                       | + 9 s           |
| 5.º | Riccardo Riccò      | Saunier Duval-Scott                             | + 17 s          |
| 6.º | Eros Capecchi       | Saunier Duval-Scott                             | + 17 s          |
| 7.º | Filippo Pozzato     | Liquigas                                        | + 32 s          |
| 8.º | Alessandro Ballan   | Lampre                                          | + 32 s          |
| 9.º | Emanuele Sella      | CSF Group Navigare                              | + 32 s          |
| 10.º | Daniele Pietropolli | LPR Brakes-Ballan                               | + 32 s          |

| \| Clasificación general \| Clasificación general \| Clasificación general \| Clasificación general \| Clasificación general \| \| Ciclista \| Ciclista \| Equipo \| Tiempo \| \| \| --------------------- \| --------------------- \| ----------------------------------------------- \| --------------------- \| --------------------- \| \| 1.º \| Enrico Gasparotto \| Barloworld \| 9 h 11 min 05 s \| \| \| 2.º \| Niklas Axelsson \| Serramenti PVC Diquigiovanni-Androni Giocattoli \| + 2 s \| \| \| 3.º \| Linus Gerdemann \| High Road \| + 6 s \| \| \| 4.º \| Riccardo Riccò \| Saunier Duval-Scott \| + 23 s \| \| \| 5.º \| Eros Capecchi \| Saunier Duval-Scott \| + 36 s \| \| \| 6.º \| Danilo Di Luca \| LPR Brakes-Ballan \| + 37 s \| \| \| 7.º \| Markus Fothen \| Gerolsteiner \| + 38 s \| \| \| 8.º \| Luis Pasamontes \| Caisse d'Épargne \| + 38 s \| \| \| 9.º \| Luca Mazzanti \| Tinkoff Credit Systems \| + 38 s \| \| \| 10.º \| Alessandro Ballan \| Lampre \| + 38 s \| \| |                   |                                                 |                 |
| |                   |                                                 |                 |
| |                   |                                                 |                 |
| Clasificación general |                   |                                                 |                 |
| Ciclista | Ciclista          | Equipo                                          | Tiempo          |
| 1.º | Enrico Gasparotto | Barloworld                                      | 9 h 11 min 05 s |
| 2.º | Niklas Axelsson   | Serramenti PVC Diquigiovanni-Androni Giocattoli | + 2 s           |
| 3.º | Linus Gerdemann   | High Road                                       | + 6 s           |
| 4.º | Riccardo Riccò    | Saunier Duval-Scott                             | + 23 s          |
| 5.º | Eros Capecchi     | Saunier Duval-Scott                             | + 36 s          |
| 6.º | Danilo Di Luca    | LPR Brakes-Ballan                               | + 37 s          |
| 7.º | Markus Fothen     | Gerolsteiner                                    | + 38 s          |
| 8.º | Luis Pasamontes   | Caisse d'Épargne                                | + 38 s          |
| 9.º | Luca Mazzanti     | Tinkoff Credit Systems                          | + 38 s          |
| 10.º | Alessandro Ballan | Lampre                                          | + 38 s          |

### Etapa 3
| Gubbio - Montelupone | etapa escarpada | (195 km) |

| \| Clasificación de la etapa \| Clasificación de la etapa \| Clasificación de la etapa \| Clasificación de la etapa \| Clasificación de la etapa \| \| Ciclista \| Ciclista \| Equipo \| Tiempo \| \| \| ------------------------- \| ------------------------- \| ----------------------------------------------- \| ------------------------- \| ------------------------- \| \| 1.º \| Joaquim Rodríguez \| Caisse d'Épargne \| 4 h 44 min 59 s \| \| \| 2.º \| Danilo Di Luca \| LPR Brakes-Ballan \| + 12 s \| \| \| 3.º \| Niklas Axelsson \| Serramenti PVC Diquigiovanni-Androni Giocattoli \| + 12 s \| \| \| 4.º \| Thomas Lövkvist \| High Road \| + 12 s \| \| \| 5.º \| Leonardo Piepoli \| Saunier Duval-Scott \| + 17 s \| \| \| 6.º \| Enrico Gasparotto \| Barloworld \| + 22 s \| \| \| 7.º \| Markus Fothen \| Gerolsteiner \| + 23 s \| \| \| 8.º \| Tadej Valjavec \| AG2R-La Mondiale \| + 26 s \| \| \| 9.º \| Emanuele Sella \| CSF Group Navigare \| + 26 s \| \| \| 10.º \| Fabian Cancellara \| CSC \| + 26 s \| \| |                   |                                                 |                 |
| |                   |                                                 |                 |
| |                   |                                                 |                 |
| Clasificación de la etapa |                   |                                                 |                 |
| Ciclista | Ciclista          | Equipo                                          | Tiempo          |
| 1.º | Joaquim Rodríguez | Caisse d'Épargne                                | 4 h 44 min 59 s |
| 2.º | Danilo Di Luca    | LPR Brakes-Ballan                               | + 12 s          |
| 3.º | Niklas Axelsson   | Serramenti PVC Diquigiovanni-Androni Giocattoli | + 12 s          |
| 4.º | Thomas Lövkvist   | High Road                                       | + 12 s          |
| 5.º | Leonardo Piepoli  | Saunier Duval-Scott                             | + 17 s          |
| 6.º | Enrico Gasparotto | Barloworld                                      | + 22 s          |
| 7.º | Markus Fothen     | Gerolsteiner                                    | + 23 s          |
| 8.º | Tadej Valjavec    | AG2R-La Mondiale                                | + 26 s          |
| 9.º | Emanuele Sella    | CSF Group Navigare                              | + 26 s          |
| 10.º | Fabian Cancellara | CSC                                             | + 26 s          |

| \| Clasificación general \| Clasificación general \| Clasificación general \| Clasificación general \| Clasificación general \| \| Ciclista \| Ciclista \| Equipo \| Tiempo \| \| \| --------------------- \| --------------------- \| ----------------------------------------------- \| --------------------- \| --------------------- \| \| 1.º \| Niklas Axelsson \| Serramenti PVC Diquigiovanni-Androni Giocattoli \| 13 h 56 min 14 s \| \| \| 2.º \| Enrico Gasparotto \| Barloworld \| + 10 s \| \| \| 3.º \| Joaquim Rodríguez \| Caisse d'Épargne \| + 18 s \| \| \| 4.º \| Linus Gerdemann \| High Road \| + 24 s \| \| \| 5.º \| Danilo Di Luca \| LPR Brakes-Ballan \| + 32 s \| \| \| 6.º \| Thomas Lövkvist \| High Road \| + 40 s \| \| \| 7.º \| Markus Fothen \| Gerolsteiner \| + 50 s \| \| \| 8.º \| Emanuele Sella \| CSF Group Navigare \| + 54 s \| \| \| 9.º \| Tadej Valjavec \| AG2R-La Mondiale \| + 54 s \| \| \| 10.º \| Fabian Cancellara \| CSC \| + 54 s \| \| |                   |                                                 |                  |
| |                   |                                                 |                  |
| |                   |                                                 |                  |
| Clasificación general |                   |                                                 |                  |
| Ciclista | Ciclista          | Equipo                                          | Tiempo           |
| 1.º | Niklas Axelsson   | Serramenti PVC Diquigiovanni-Androni Giocattoli | 13 h 56 min 14 s |
| 2.º | Enrico Gasparotto | Barloworld                                      | + 10 s           |
| 3.º | Joaquim Rodríguez | Caisse d'Épargne                                | + 18 s           |
| 4.º | Linus Gerdemann   | High Road                                       | + 24 s           |
| 5.º | Danilo Di Luca    | LPR Brakes-Ballan                               | + 32 s           |
| 6.º | Thomas Lövkvist   | High Road                                       | + 40 s           |
| 7.º | Markus Fothen     | Gerolsteiner                                    | + 50 s           |
| 8.º | Emanuele Sella    | CSF Group Navigare                              | + 54 s           |
| 9.º | Tadej Valjavec    | AG2R-La Mondiale                                | + 54 s           |
| 10.º | Fabian Cancellara | CSC                                             | + 54 s           |

### Etapa 4
| Porto Recanati - Civitanova Marche | etapa llana | (166 km) |

| \| Clasificación de la etapa \| Clasificación de la etapa \| Clasificación de la etapa \| Clasificación de la etapa \| Clasificación de la etapa \| \| Ciclista \| Ciclista \| Equipo \| Tiempo \| \| \| ------------------------- \| ------------------------- \| ------------------------- \| ------------------------- \| ------------------------- \| \| 1.º \| Alessandro Petacchi \| Team Milram \| DES \| \| \| 1.º \| Óscar Freire \| Rabobank \| + 0 s \| \| \| 2.º \| Filippo Pozzato \| Liquigas \| + 0 s \| \| \| 3.º \| Gerald Ciolek \| High Road \| + 0 s \| \| \| 4.º \| José Joaquín Rojas \| Caisse d'Épargne \| + 0 s \| \| \| 5.º \| Daniele Pietropolli \| LPR Brakes-Ballan \| + 0 s \| \| \| 6.º \| Enrico Gasparotto \| Barloworld \| + 0 s \| \| \| 7.º \| Maximiliano Richeze \| CSF Group Navigare \| + 0 s \| \| \| 8.º \| Heinrich Haussler \| Gerolsteiner \| + 0 s \| \| \| 9.º \| Tom Boonen \| Quick Step \| + 0 s \| \| |                     |                    |        |
| |                     |                    |        |
| |                     |                    |        |
| Clasificación de la etapa |                     |                    |        |
| Ciclista | Ciclista            | Equipo             | Tiempo |
| 1.º | Alessandro Petacchi | Team Milram        | DES    |
| 1.º | Óscar Freire        | Rabobank           | + 0 s  |
| 2.º | Filippo Pozzato     | Liquigas           | + 0 s  |
| 3.º | Gerald Ciolek       | High Road          | + 0 s  |
| 4.º | José Joaquín Rojas  | Caisse d'Épargne   | + 0 s  |
| 5.º | Daniele Pietropolli | LPR Brakes-Ballan  | + 0 s  |
| 6.º | Enrico Gasparotto   | Barloworld         | + 0 s  |
| 7.º | Maximiliano Richeze | CSF Group Navigare | + 0 s  |
| 8.º | Heinrich Haussler   | Gerolsteiner       | + 0 s  |
| 9.º | Tom Boonen          | Quick Step         | + 0 s  |

| \| Clasificación general \| Clasificación general \| Clasificación general \| Clasificación general \| Clasificación general \| \| Ciclista \| Ciclista \| Equipo \| Tiempo \| \| \| --------------------- \| --------------------- \| ----------------------------------------------- \| --------------------- \| --------------------- \| \| 1.º \| Niklas Axelsson \| Serramenti PVC Diquigiovanni-Androni Giocattoli \| 17 h 56 min 12 s \| \| \| 2.º \| Enrico Gasparotto \| Barloworld \| + 10 s \| \| \| 3.º \| Joaquim Rodríguez \| Caisse d'Épargne \| + 18 s \| \| \| 4.º \| Linus Gerdemann \| High Road \| + 24 s \| \| \| 5.º \| Danilo Di Luca \| LPR Brakes-Ballan \| + 32 s \| \| \| 6.º \| Thomas Lövkvist \| High Road \| + 40 s \| \| \| 7.º \| Markus Fothen \| Gerolsteiner \| + 50 s \| \| \| 8.º \| Emanuele Sella \| CSF Group Navigare \| + 54 s \| \| \| 9.º \| Tadej Valjavec \| AG2R-La Mondiale \| + 54 s \| \| \| 10.º \| Fabian Cancellara \| CSC \| + 54 s \| \| |                   |                                                 |                  |
| |                   |                                                 |                  |
| |                   |                                                 |                  |
| Clasificación general |                   |                                                 |                  |
| Ciclista | Ciclista          | Equipo                                          | Tiempo           |
| 1.º | Niklas Axelsson   | Serramenti PVC Diquigiovanni-Androni Giocattoli | 17 h 56 min 12 s |
| 2.º | Enrico Gasparotto | Barloworld                                      | + 10 s           |
| 3.º | Joaquim Rodríguez | Caisse d'Épargne                                | + 18 s           |
| 4.º | Linus Gerdemann   | High Road                                       | + 24 s           |
| 5.º | Danilo Di Luca    | LPR Brakes-Ballan                               | + 32 s           |
| 6.º | Thomas Lövkvist   | High Road                                       | + 40 s           |
| 7.º | Markus Fothen     | Gerolsteiner                                    | + 50 s           |
| 8.º | Emanuele Sella    | CSF Group Navigare                              | + 54 s           |
| 9.º | Tadej Valjavec    | AG2R-La Mondiale                                | + 54 s           |
| 10.º | Fabian Cancellara | CSC                                             | + 54 s           |

### Etapa 5
| Macerata - Recanati | contrarreloj individual | (26 km) |

| \| Clasificación de la etapa \| Clasificación de la etapa \| Clasificación de la etapa \| Clasificación de la etapa \| Clasificación de la etapa \| \| Ciclista \| Ciclista \| Equipo \| Tiempo \| \| \| ------------------------- \| ------------------------- \| ------------------------- \| ------------------------- \| ------------------------- \| \| 1.º \| Fabian Cancellara \| CSC \| 33 min 41 s \| \| \| 2.º \| David Zabriskie \| Slipstream-Chipotle \| + 22 s \| \| \| 3.º \| Thomas Lövkvist \| High Road \| + 52 s \| \| \| 4.º \| Markus Fothen \| Gerolsteiner \| + 56 s \| \| \| 5.º \| Enrico Gasparotto \| Barloworld \| + 59 s \| \| \| 6.º \| Mijaíl Ignátiev \| Tinkoff Credit Systems \| + 1 min 08 s \| \| \| 7.º \| Gustav Larsson \| CSC \| + 1 min 11 s \| \| \| 8.º \| Giovanni Visconti \| Quick Step \| + 1 min 14 s \| \| \| 9.º \| Linus Gerdemann \| High Road \| + 1 min 15 s \| \| \| 10.º \| Manuel Quinziato \| Liquigas \| + 1 min 16 s \| \| |                   |                        |              |
| |                   |                        |              |
| |                   |                        |              |
| Clasificación de la etapa |                   |                        |              |
| Ciclista | Ciclista          | Equipo                 | Tiempo       |
| 1.º | Fabian Cancellara | CSC                    | 33 min 41 s  |
| 2.º | David Zabriskie   | Slipstream-Chipotle    | + 22 s       |
| 3.º | Thomas Lövkvist   | High Road              | + 52 s       |
| 4.º | Markus Fothen     | Gerolsteiner           | + 56 s       |
| 5.º | Enrico Gasparotto | Barloworld             | + 59 s       |
| 6.º | Mijaíl Ignátiev   | Tinkoff Credit Systems | + 1 min 08 s |
| 7.º | Gustav Larsson    | CSC                    | + 1 min 11 s |
| 8.º | Giovanni Visconti | Quick Step             | + 1 min 14 s |
| 9.º | Linus Gerdemann   | High Road              | + 1 min 15 s |
| 10.º | Manuel Quinziato  | Liquigas               | + 1 min 16 s |

| \| Clasificación general \| Clasificación general \| Clasificación general \| Clasificación general \| Clasificación general \| \| Ciclista \| Ciclista \| Equipo \| Tiempo \| \| \| --------------------- \| --------------------- \| ----------------------------------------------- \| --------------------- \| --------------------- \| \| 1.º \| Fabian Cancellara \| CSC \| 18 h 30 min 47 s \| \| \| 2.º \| Enrico Gasparotto \| Barloworld \| + 16 s \| \| \| 3.º \| Thomas Lövkvist \| High Road \| + 40 s \| \| \| 4.º \| Linus Gerdemann \| High Road \| + 46 s \| \| \| 5.º \| Markus Fothen \| Gerolsteiner \| + 53 s \| \| \| 6.º \| Niklas Axelsson \| Serramenti PVC Diquigiovanni-Androni Giocattoli \| + 1 min 32 s \| \| \| 7.º \| Gustav Larsson \| CSC \| + 1 min 36 s \| \| \| 8.º \| Filippo Pozzato \| Liquigas \| + 1 min 50 s \| \| \| 9.º \| Alessandro Ballan \| Lampre \| + 1 min 51 s \| \| \| 10.º \| Tadej Valjavec \| AG2R-La Mondiale \| + 1 min 53 s \| \| |                   |                                                 |                  |
| |                   |                                                 |                  |
| |                   |                                                 |                  |
| Clasificación general |                   |                                                 |                  |
| Ciclista | Ciclista          | Equipo                                          | Tiempo           |
| 1.º | Fabian Cancellara | CSC                                             | 18 h 30 min 47 s |
| 2.º | Enrico Gasparotto | Barloworld                                      | + 16 s           |
| 3.º | Thomas Lövkvist   | High Road                                       | + 40 s           |
| 4.º | Linus Gerdemann   | High Road                                       | + 46 s           |
| 5.º | Markus Fothen     | Gerolsteiner                                    | + 53 s           |
| 6.º | Niklas Axelsson   | Serramenti PVC Diquigiovanni-Androni Giocattoli | + 1 min 32 s     |
| 7.º | Gustav Larsson    | CSC                                             | + 1 min 36 s     |
| 8.º | Filippo Pozzato   | Liquigas                                        | + 1 min 50 s     |
| 9.º | Alessandro Ballan | Lampre                                          | + 1 min 51 s     |
| 10.º | Tadej Valjavec    | AG2R-La Mondiale                                | + 1 min 53 s     |

### Etapa 6
| Civitanova Marche - Castelfidardo | etapa llana | (196 km) |

| \| Clasificación de la etapa \| Clasificación de la etapa \| Clasificación de la etapa \| Clasificación de la etapa \| Clasificación de la etapa \| \| Ciclista \| Ciclista \| Equipo \| Tiempo \| \| \| ------------------------- \| ------------------------- \| ----------------------------------------------- \| ------------------------- \| ------------------------- \| \| 1.º \| Óscar Freire \| Rabobank \| 4 h 46 min 44 s \| \| \| 2.º \| Filippo Pozzato \| Liquigas \| + 0 s \| \| \| 3.º \| Danilo Di Luca \| LPR Brakes-Ballan \| + 0 s \| \| \| 4.º \| Giovanni Visconti \| Quick Step \| + 0 s \| \| \| 5.º \| Tadej Valjavec \| AG2R-La Mondiale \| + 0 s \| \| \| 6.º \| Thomas Lövkvist \| High Road \| + 0 s \| \| \| 7.º \| Emanuele Sella \| CSF Group Navigare \| + 0 s \| \| \| 8.º \| José Serpa \| Serramenti PVC Diquigiovanni-Androni Giocattoli \| + 0 s \| \| \| 9.º \| Niklas Axelsson \| Serramenti PVC Diquigiovanni-Androni Giocattoli \| + 0 s \| \| \| 10.º \| Markus Fothen \| Gerolsteiner \| + 0 s \| \| |                   |                                                 |                 |
| |                   |                                                 |                 |
| |                   |                                                 |                 |
| Clasificación de la etapa |                   |                                                 |                 |
| Ciclista | Ciclista          | Equipo                                          | Tiempo          |
| 1.º | Óscar Freire      | Rabobank                                        | 4 h 46 min 44 s |
| 2.º | Filippo Pozzato   | Liquigas                                        | + 0 s           |
| 3.º | Danilo Di Luca    | LPR Brakes-Ballan                               | + 0 s           |
| 4.º | Giovanni Visconti | Quick Step                                      | + 0 s           |
| 5.º | Tadej Valjavec    | AG2R-La Mondiale                                | + 0 s           |
| 6.º | Thomas Lövkvist   | High Road                                       | + 0 s           |
| 7.º | Emanuele Sella    | CSF Group Navigare                              | + 0 s           |
| 8.º | José Serpa        | Serramenti PVC Diquigiovanni-Androni Giocattoli | + 0 s           |
| 9.º | Niklas Axelsson   | Serramenti PVC Diquigiovanni-Androni Giocattoli | + 0 s           |
| 10.º | Markus Fothen     | Gerolsteiner                                    | + 0 s           |

| \| Clasificación general \| Clasificación general \| Clasificación general \| Clasificación general \| Clasificación general \| \| Ciclista \| Ciclista \| Equipo \| Tiempo \| \| \| --------------------- \| --------------------- \| ----------------------------------------------- \| --------------------- \| --------------------- \| \| 1.º \| Fabian Cancellara \| CSC \| 23 h 17 min 31 s \| \| \| 2.º \| Enrico Gasparotto \| Barloworld \| + 16 s \| \| \| 3.º \| Thomas Lövkvist \| High Road \| + 40 s \| \| \| 4.º \| Markus Fothen \| Gerolsteiner \| + 53 s \| \| \| 5.º \| Niklas Axelsson \| Serramenti PVC Diquigiovanni-Androni Giocattoli \| + 1 min 32 s \| \| \| 6.º \| Gustav Larsson \| CSC \| + 1 min 36 s \| \| \| 7.º \| Filippo Pozzato \| Liquigas \| + 1 min 50 s \| \| \| 8.º \| Alessandro Ballan \| Lampre \| + 1 min 51 s \| \| \| 9.º \| Tadej Valjavec \| AG2R-La Mondiale \| + 1 min 53 s \| \| \| 10.º \| Ryder Hesjedal \| Slipstream-Chipotle \| + 1 min 53 s \| \| |                   |                                                 |                  |
| |                   |                                                 |                  |
| |                   |                                                 |                  |
| Clasificación general |                   |                                                 |                  |
| Ciclista | Ciclista          | Equipo                                          | Tiempo           |
| 1.º | Fabian Cancellara | CSC                                             | 23 h 17 min 31 s |
| 2.º | Enrico Gasparotto | Barloworld                                      | + 16 s           |
| 3.º | Thomas Lövkvist   | High Road                                       | + 40 s           |
| 4.º | Markus Fothen     | Gerolsteiner                                    | + 53 s           |
| 5.º | Niklas Axelsson   | Serramenti PVC Diquigiovanni-Androni Giocattoli | + 1 min 32 s     |
| 6.º | Gustav Larsson    | CSC                                             | + 1 min 36 s     |
| 7.º | Filippo Pozzato   | Liquigas                                        | + 1 min 50 s     |
| 8.º | Alessandro Ballan | Lampre                                          | + 1 min 51 s     |
| 9.º | Tadej Valjavec    | AG2R-La Mondiale                                | + 1 min 53 s     |
| 10.º | Ryder Hesjedal    | Slipstream-Chipotle                             | + 1 min 53 s     |

### Etapa 7
| San Benedetto del Tronto - San Benedetto del Tronto | etapa llana | (176 km) |

| \| Clasificación de la etapa \| Clasificación de la etapa \| Clasificación de la etapa \| Clasificación de la etapa \| Clasificación de la etapa \| \| Ciclista \| Ciclista \| Equipo \| Tiempo \| \| \| ------------------------- \| ------------------------- \| ----------------------------------------------- \| ------------------------- \| ------------------------- \| \| 1.º \| Francesco Chicchi \| Liquigas \| 4 h 50 min 50 s \| \| \| 2.º \| Danilo Napolitano \| Lampre \| + 0 s \| \| \| 3.º \| Mark Cavendish \| High Road \| + 0 s \| \| \| 4.º \| Robbie McEwen \| Silence-Lotto \| + 0 s \| \| \| 5.º \| Danilo Hondo \| Serramenti PVC Diquigiovanni-Androni Giocattoli \| + 0 s \| \| \| 6.º \| Maximiliano Richeze \| CSF Group Navigare \| + 0 s \| \| \| 7.º \| Alexandr Usov \| AG2R-La Mondiale \| + 0 s \| \| \| 8.º \| José Joaquín Rojas \| Caisse d'Épargne \| + 0 s \| \| \| 9.º \| Erik Zabel \| Team Milram \| + 0 s \| \| \| 10.º \| Baden Cooke \| Barloworld \| + 0 s \| \| |                     |                                                 |                 |
| |                     |                                                 |                 |
| |                     |                                                 |                 |
| Clasificación de la etapa |                     |                                                 |                 |
| Ciclista | Ciclista            | Equipo                                          | Tiempo          |
| 1.º | Francesco Chicchi   | Liquigas                                        | 4 h 50 min 50 s |
| 2.º | Danilo Napolitano   | Lampre                                          | + 0 s           |
| 3.º | Mark Cavendish      | High Road                                       | + 0 s           |
| 4.º | Robbie McEwen       | Silence-Lotto                                   | + 0 s           |
| 5.º | Danilo Hondo        | Serramenti PVC Diquigiovanni-Androni Giocattoli | + 0 s           |
| 6.º | Maximiliano Richeze | CSF Group Navigare                              | + 0 s           |
| 7.º | Alexandr Usov       | AG2R-La Mondiale                                | + 0 s           |
| 8.º | José Joaquín Rojas  | Caisse d'Épargne                                | + 0 s           |
| 9.º | Erik Zabel          | Team Milram                                     | + 0 s           |
| 10.º | Baden Cooke         | Barloworld                                      | + 0 s           |

## Clasificaciones finales
- Las clasificaciones finalizaron de la siguiente forma:

### Clasificación general
| \| Clasificación general \| Clasificación general \| Clasificación general \| Clasificación general \| Clasificación general \| \| Ciclista \| Ciclista \| Equipo \| Tiempo \| \| \| --------------------- \| --------------------- \| ----------------------------------------------- \| --------------------- \| --------------------- \| \| 1.º \| Fabian Cancellara \| CSC \| 28 h 06 min 01 s \| \| \| 2.º \| Enrico Gasparotto \| Barloworld \| + 16 s \| \| \| 3.º \| Thomas Lövkvist \| High Road \| + 40 s \| \| \| 4.º \| Markus Fothen \| Gerolsteiner \| + 53 s \| \| \| 5.º \| Niklas Axelsson \| Serramenti PVC Diquigiovanni-Androni Giocattoli \| + 1 min 32 s \| \| \| 6.º \| Gustav Larsson \| CSC \| + 1 min 36 s \| \| \| 7.º \| Filippo Pozzato \| Liquigas \| + 1 min 44 s \| \| \| 8.º \| Ryder Hesjedal \| Slipstream-Chipotle \| + 1 min 53 s \| \| \| 9.º \| Patxi Vila \| Lampre \| + 2 min 34 s \| \| \| 10.º \| Tom Stubbe \| La Française des jeux \| + 2 min 45 s \| \| |                   |                                                 |                  |
| |                   |                                                 |                  |
| |                   |                                                 |                  |
| Clasificación general |                   |                                                 |                  |
| Ciclista | Ciclista          | Equipo                                          | Tiempo           |
| 1.º | Fabian Cancellara | CSC                                             | 28 h 06 min 01 s |
| 2.º | Enrico Gasparotto | Barloworld                                      | + 16 s           |
| 3.º | Thomas Lövkvist   | High Road                                       | + 40 s           |
| 4.º | Markus Fothen     | Gerolsteiner                                    | + 53 s           |
| 5.º | Niklas Axelsson   | Serramenti PVC Diquigiovanni-Androni Giocattoli | + 1 min 32 s     |
| 6.º | Gustav Larsson    | CSC                                             | + 1 min 36 s     |
| 7.º | Filippo Pozzato   | Liquigas                                        | + 1 min 44 s     |
| 8.º | Ryder Hesjedal    | Slipstream-Chipotle                             | + 1 min 53 s     |
| 9.º | Patxi Vila        | Lampre                                          | + 2 min 34 s     |
| 10.º | Tom Stubbe        | La Française des jeux                           | + 2 min 45 s     |

### Clasificación de los puntos
| Clasificación por puntos | Clasificación por puntos | Clasificación por puntos                        | Clasificación por puntos | Clasificación por puntos |
| Ciclista                 | Ciclista                 | Equipo                                          | Puntos                   |                          |
| ------------------------ | ------------------------ | ----------------------------------------------- | ------------------------ | ------------------------ |
| 1.º                      | Óscar Freire             | Rabobank                                        | 34 pts                   |                          |
| 2.º                      | Enrico Gasparotto        | Barloworld                                      | 29 pts                   |                          |
| 3.º                      | Filippo Pozzato          | Liquigas                                        | 22 pts                   |                          |
| 4.º                      | Danilo Di Luca           | LPR Brakes-Ballan                               | 22 pts                   |                          |
| 5.º                      | Thomas Lövkvist          | High Road                                       | 20 pts                   |                          |
| 6.º                      | Niklas Axelsson          | Serramenti PVC Diquigiovanni-Androni Giocattoli | 18 pts                   |                          |
| 7.º                      | José Joaquín Rojas       | Caisse d'Épargne                                | 17 pts                   |                          |
| 8.º                      | Markus Fothen            | Gerolsteiner                                    | 14 pts                   |                          |
| 9.º                      | Fabian Cancellara        | CSC                                             | 13 pts                   |                          |
| 10.º                     | Joaquim Rodríguez        | Caisse d'Épargne                                | 12 pts                   |                          |

### Clasificación de la montaña
| Clasificación de la montaña | Clasificación de la montaña | Clasificación de la montaña                     | Clasificación de la montaña | Clasificación de la montaña |
| Ciclista                    | Ciclista                    | Equipo                                          | Puntos                      |                             |
| --------------------------- | --------------------------- | ----------------------------------------------- | --------------------------- | --------------------------- |
| 1.º                         | Lloyd Mondory               | AG2R-La Mondiale                                | 16 pts                      |                             |
| 2.º                         | Juanjo Oroz                 | Euskaltel-Euskadi                               | 15 pts                      |                             |
| 3.º                         | Renaud Dion                 | AG2R-La Mondiale                                | 11 pts                      |                             |
| 4.º                         | Юрій Кривцов                | AG2R-La Mondiale                                | 7 pts                       |                             |
| 5.º                         | Chente García Acosta        | Caisse d'Épargne                                | 6 pts                       |                             |
| 6.º                         | Niklas Axelsson             | Serramenti PVC Diquigiovanni-Androni Giocattoli | 5 pts                       |                             |
| 7.º                         | Filippo Pozzato             | Liquigas                                        | 5 pts                       |                             |
| 8.º                         | Enrico Gasparotto           | Barloworld                                      | 5 pts                       |                             |
| 9.º                         | Pablo Lastras               | Caisse d'Épargne                                | 4 pts                       |                             |
| 10.º                        | Mijaíl Ignátiev             | Tinkoff Credit Systems                          | 3 pts                       |                             |

### Clasificación de los jóvenes
| Clasificación del mejor joven | Clasificación del mejor joven | Clasificación del mejor joven | Clasificación del mejor joven | Clasificación del mejor joven |
| Ciclista                      | Ciclista                      | Equipo                        | Tiempo                        |                               |
| ----------------------------- | ----------------------------- | ----------------------------- | ----------------------------- | ----------------------------- |
| 1.º                           | Thomas Lövkvist               | High Road                     | 28 h 09 min 01 s              |                               |
| 2.º                           | Giovanni Visconti             | Quick Step                    | + 3 min 40 s                  |                               |
| 3.º                           | Sebastian Langeveld           | Rabobank                      | + 8 min 20 s                  |                               |
| 4.º                           | Valerio Agnoli                | Liquigas                      | + 9 min 14 s                  |                               |
| 5.º                           | Dries Devenyns                | Silence-Lotto                 | + 12 min 41 s                 |                               |
| 6.º                           | Eros Capecchi                 | Saunier Duval-Scott           | + 16 min 48 s                 |                               |
| 7.º                           | José Joaquín Rojas            | Caisse d'Épargne              | + 18 min 46 s                 |                               |
| 8.º                           | Andy Schleck                  | CSC                           | + 19 min 57 s                 |                               |
| 9.º                           | Heinrich Haussler             | Gerolsteiner                  | + 25 min 51 s                 |                               |
| 10.º                          | Marco Bandiera                | Lampre                        | + 27 min 35 s                 |                               |

### Clasificación por equipos
| Clasificación por equipos | Clasificación por equipos                       | Clasificación por equipos | Clasificación por equipos |
| Equipo                    | Equipo                                          | Tiempo                    |                           |
| ------------------------- | ----------------------------------------------- | ------------------------- | ------------------------- |
| 1.º                       | High Road                                       | 84 h 30 min 51 s          |                           |
| 2.º                       | Serramenti PVC Diquigiovanni-Androni Giocattoli | + 2 min 44 s              |                           |
| 3.º                       | Caisse d'Épargne                                | + 3 min 37 s              |                           |
| 4.º                       | Liquigas                                        | + 3 min 38 s              |                           |
| 5.º                       | CSC                                             | + 5 min 34 s              |                           |
| 6.º                       | Tinkoff Credit Systems                          | + 8 min 24 s              |                           |
| 7.º                       | Lampre                                          | + 8 min 37 s              |                           |
| 8.º                       | Barloworld                                      | + 10 min 42 s             |                           |
| 9.º                       | Quick Step                                      | + 11 min 07 s             |                           |
| 10.º                      | LPR Brakes-Farnese Vini                         | + 12 min 34 s             |                           |

## Evolución de las clasificaciones
| Etapa (vencedor)                | Clasificación general | Clasificación de la montaña | Clasificación por puntos | Clasificación de los jóvenes | Clasificación por equipos                       |
| ------------------------------- | --------------------- | --------------------------- | ------------------------ | ---------------------------- | ----------------------------------------------- |
| 1.ª etapa (Óscar Freire)        | Óscar Freire          | Yuriy Krivtsov              | Óscar Freire             | José Joaquín Rojas           | No se entregó                                   |
| 2.ª etapa (Raffaele Illiano)    | Enrico Gasparotto     | Niklas Axelsson             | Raffaele Illiano         | Riccardo Riccò               | AG2R-La Mondiale                                |
| 3.ª etapa (Joaquim Rodríguez)   | Niklas Axelsson       | Lloyd Mondory               | Enrico Gasparotto        | Thomas Lövkvist              | Serramenti PVC Diquigiovanni-Androni Giocattoli |
| 4.ª etapa (Alessandro Petacchi) | Niklas Axelsson       | Lloyd Mondory               | Enrico Gasparotto        | Thomas Lövkvist              | Serramenti PVC Diquigiovanni-Androni Giocattoli |
| 5.ª etapa (Fabian Cancellara)   | Fabian Cancellara     | Lloyd Mondory               | Enrico Gasparotto        | Thomas Lövkvist              | High Road                                       |
| 6.ª etapa (Óscar Freire)        | Fabian Cancellara     | Juan José Oroz              | Óscar Freire             | Thomas Lövkvist              | High Road                                       |
| 7.ª etapa (Francesco Chicchi)   | Fabian Cancellara     | Lloyd Mondory               | Óscar Freire             | Thomas Lövkvist              | High Road                                       |
| Final                           | Fabian Cancellara     | Lloyd Mondory               | Óscar Freire             | Thomas Lövkvist              | High Road                                       |